# Vetenskapsåret 1837

## Händelser
- Friedrich Wilhelm August Argelander publicerar en undersökning om solens rörelse i rymden.
- Friedrich Georg Wilhelm von Struve publicerar Stellarum Duplicium Mensurae Micrometricae.
- Louis Agassiz formulerar teorin om istiden.
- Johann Peter Gustav Lejeune Dirichlet formulerar den moderna definitionen av en funktion.
- Bernard Bolzano publicerar Wissenschaftslehre.
- Simeon Poisson publicerar föreläsningar om sannolikhet och beslutsteori.
- Samuel Morse förevisar sin telegraf för amerikanska kongressen.
- Thomas Davenport patenterar en elektrisk motor.
- William Crompton patenterar en vävstol för siden.
- William Cooke och Charles Wheatstone patenterar en elektromagnetisk telegraf.
- Isambard Kingdom Brunels ångfartyg, SS Great Western, sjösätts.

### Matematik
- Okänt datum - William Rowan Hamilton behandlar komplexa tal som ordnade par av reella tal[1]

## Pristagare
- Copleymedaljen
  - Antoine César Becquerel, fransk fysiker.
  - John Frederic Daniell, brittisk kemist och fysiker.
- Wollastonmedaljen [2]
  - Proby Thomas Cautley, brittisk ingenjör och paleontolog.
  - Hugh Falconer, skotsk botaniker och paleontolog.

## Födda
- 16 januari – Ellen Russell Emerson (död 1907), amerikansk etnolog.
- 17 januari – François Lenormant (död 1883), fransk arkeolog.
- 19 januari – William Williams Keen (död 1932), amerikansk läkare (hjärnkirurg).
- 23 mars – Richard Anthony Proctor (död 1888), brittisk astronom.
- 7 mars - Henry Draper (död 1882), amerikansk läkare, astronom.
- 3 april – John Burroughs (död 1921), amerikansk biolog.
- 26 maj – Washington Roebling (död 1926), amerikansk broingenjör.
- 8 september – Raphael Pumpelly (död 1923), amerikansk geolog och forskningsresande.
- 4 november - James Douglas (död 1918), metallurg.
- 14 november – Lucas Barrett (död 1862), brittisk biolog och geolog.
- 23 november – Johannes Diderik van der Waals (död 1923), nederländsk fysiker.
- 28 november – John Wesley Hyatt (död 1920), amerikansk uppfinnare.

## Avlidna
- 16 februari - Gottfried Reinhold Treviranus (född 1776), tysk biolog och förespråkare för Lamarckism.

### Fotnoter
1. ↑  Crilly, Tony (2007). 50 Mathematical Ideas you really need to know. London: Quercus. sid. 33. ISBN 978-1-84724-008-8
2. ↑  ”Geological Society”. Arkiverad från originalet den 5 juni 2011. https://web.archive.org/web/20110605102217/http://www.geolsoc.org.uk/gsl/society/history/page750.html. Läst 13 april 2011.